# كأس المكسيك 1991–92
كأس المكسيك 1991–92 (بالإسبانية: Copa México 1991-92)‏ هو موسم من كأس المكسيك. كان عدد الأندية المشاركة فيه 20، وفاز فيه نادي مونتيري.